# Пулинська селищна рада
Пулинська се́лищна ра́да Пулинської селищної територіальної громади (до 1935 року — Пулинська сільська рада, до 1967 року — Червоноармійська сільська рада, до 2016 року — Червоноармійська селищна рада, до 2017 року — Пулинська селищна рада) — орган місцевого самоврядування Пулинської селищної територіальної громади Житомирського району Житомирської області. Розміщується в смт Пулини.

## Склад ради

### VIII скликання
Рада складається з 26 депутатів та голови.
25 жовтня 2020 року, на чергових місцевих виборах, було обрано 26 депутатів ради, з них (за суб'єктами висування): «Сила і честь» — 6, Всеукраїнське об'єднання «Батьківщина» та «Пропозиція» — по 5, «За майбутнє» та «Європейська Солідарність» — по 3, «Слуга народу» та «Опозиційна платформа — За життя» — по 2.
Головою громади обрали позапартійного самовисуванця Олександра Гаврилюка, чинного Пулинського селищного голову.

### Перший склад ради громади (2017р.)
Перші вибори депутатів ради громади та селищного голови відбулись 29 жовтня 2017 року. Було обрано 26 депутатів, серед котрих: 15 представляють Всеукраїнське об'єднання «Батьківщина», 8 — самовисуванці, по одному депутатові — Народна партія, УКРОП та БПП «Солідарність».
Головою громади обрали чинного селищного голову, самовисуванця Олександра Гаврилюка.

## Керівний склад попередніх скликань
| Прізвище, ім'я, по батькові      | Основні відомості                                                | Суб'єкт висування | Дата обрання | Дата звільнення |
| -------------------------------- | ---------------------------------------------------------------- | ----------------- | ------------ | --------------- |
| Гаврилюк Олександр Станіславович | Селищний голова, 1959 року народження, освіта вища, безпартійний |                   | 26.03.2006   | 31.10.2010      |
| Гаврилюк Олександр Станіславович | Селищний голова, 1959 року народження, освіта вища, безпартійний | самовисування     | 31.10.2010   | 25.10.2015      |
| Гаврилюк Олександр Станіславович | Селищний голова, 1959 року народження, освіта вища, безпартійний | самовисування     | 25.10.2015   | 29.10.2017      |
| Гаврилюк Олександр Станіславович | Селищний голова, 1959 року народження, освіта вища, безпартійний | самовисування     | 29.10.2017   | 25.10.2020      |
| Гаврилюк Олександр Станіславович | Селищний голова, 1959 року народження, освіта вища, безпартійний | самовисування     | 25.10.2020   |                 |

Примітка: таблиця складена за даними сайту Верховної Ради України

## Історія
Раду було утворено в 1923 році як сільську, в складі містечкової та сільської частин Пулин і колонії Пулини Пулинської волості Житомирського повіту. 27 жовтня 1926 року розділена на Пулинську єврейську, Пулинську німецьку та Пулинську українську сільські ради 17 жовтня 1935 року адміністративний центр було перейменовано на с. Червоноармійськ, відповідно раду — на Червоноармійську сільську.
Станом на 1 вересня 1946 року на території с. Червоноармійськ Червоноармійського району Житомирської області існувало дві сільські ради — Червоноармійська Перша та Червоноармійська Друга.
2 вересня 1954 року до складу ради було включене с. Ягодинка розформованої Цвітянської сільської ради Червоноармійського району. 11 жовтня 1960 року до складу ради було включено територію ліквідованої Івановицької сільської ради Червоноармійського району. 17 серпня 1964 року села Івановичі та Буряківка були передані до складу відновленої Івановицької сільської ради. 10 березня 1966 року с. Буряківка було знову підпорядковане до складу ради. 25 травня 1967 року раду було реорганізовано до рівня селищної.
Станом на 1 січня 1972 року селищна рада входила до складу Червоноармійського району Житомирської області, до складу ради входили смт Червоноармійськ, с. Буряківка та сел. Ягодинка.
12 серпня 1974 року до складу ради було включене с. Веселе Курненської сільської ради Червоноармійського району.
До 21 липня 2016 року — Червоноармійська селищна рада Пулинського району Житомирської області. До 16 листопада 2017 року — адміністративно-територіальна одиниця в Пулинському районі Житомирської області з підпорядкуванням смт Пулини, сіл Буряківка, Веселе, Ягодинка, площею 58,967 км².
Входила до складу Пулинського (Червоноармійського, 7.03.1923 р., 8.12.1966 р.) та Новоград-Волинського (30.12.1962 р.) районів.

### Населення
Кількість населення ради, станом на 1923 рік, становила 3 088 осіб, кількість дворів — 573.
Відповідно до результатів перепису населення СРСР, кількість населення ради, станом на 12 січня 1989 року, становила 6 057 осіб.
Станом на 5 грудня 2001 року, відповідно до перепису населення України, кількість мешканців селищної ради становила 6 028 осіб.